# Parque Mujeres Argentinas

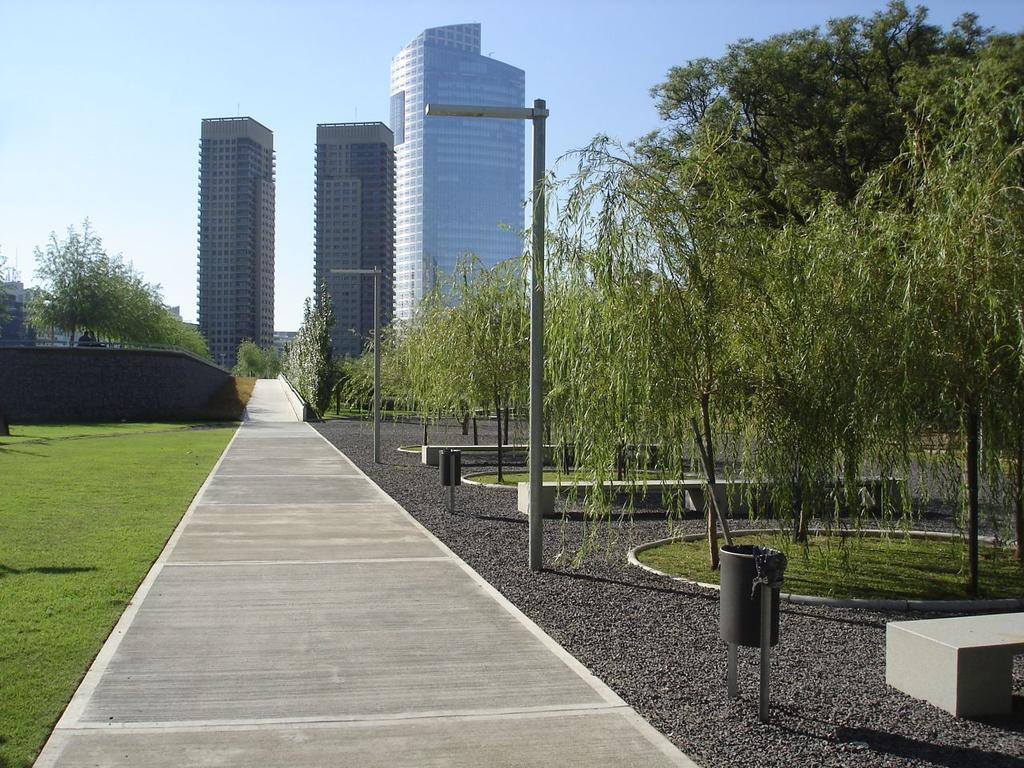
Vista de un sendero

El Parque Mujeres Argentinas es un parque ubicado en el barrio porteño de Puerto Madero (Buenos Aires).
Durante el acto inaugural estuvieron presentes Néstor Kirchner, Cristina Kirchner y  Jorge Telerman.
En el evento del acto hubo también una presentación a cargo de la cantante Nacha Guevara.

## Ubicación
Situado en el sector este del Dique 3 Puerto Madero, el parque cuya construcción estuvo a cargo de la Corporación Antiguo Puerto Madero, posee una extensión de 5,37 ha.
Fue proyectado y construido por los Arquitectos Vila, Cajide, Garay, Magariños, Novoa y Joselevich; con el asesoramiento técnico paisajístico del Estudio de Paisajismo Ing. F. González y Asociados en 1996, pero su construcción no comenzó hasta el año 2005, a cargo de la contratista Caputo SA.

## Infraestructura
Contiene una gran plaza central configurada a manera de anfiteatro, con sus bordes verdes escalonados. Circunda esta área un gran cinturón con abundancia de árboles y arbustos. El Parque no es apto para prácticas deportivas como bici, fútbol u otra actividad que provoque daños en el sistema de riego por aspersores o en sus desniveles.